# 赫林卡衛隊

赫林卡衛隊的旗幟

赫林卡卫队是1938-45年间由斯洛伐克人民黨控制的民兵组织，其名称源自安德烈·赫林卡。
1938年夏，阿道夫·希特勒向捷克斯洛伐克索要蘇台德地區领土，此時有人自发组建赫林卡卫队，当年10月8日，就在希特勒的索求在慕尼黑会议上获准的一周之后，赫林卡卫队正式成立，卡罗尔·西多尔任指挥官。
赫林卡卫队参与过斯洛伐克犹太人大屠杀。1942年，其成员强占犹太人财产，围捕犹太人，並將一些猶太人驅逐至其他國家的納粹集中營。二戰战后，根据《贝尼斯法令》，曾加入赫林卡卫队的人士都要被捕入狱，刑期为5到20年不等。